# In Fabric
Pour plus de détails, voir Fiche technique et Distribution.
In Fabric est une comédie d'horreur britannique écrite et réalisée par Peter Strickland, sortie en 2018.

## Fiche technique
- Titre original et francophone : In Fabric
- Réalisation et scénario : Peter Strickland
- Musique : Cavern of Anti-Matter
- Décors : Paki Smith
- Costumes : Jo Thompson
- Photographie : Ari Wegner
- Montage : Matyas Fekete
- Production : Andy Starke (en)
  - Production déléguée : Hilary Davis, Lizzie Francke, Rose Garnett, Phil Hunt, Stephen Kelliher et Compton Ross
- Société de production : Rook Films, BBC Films, British Film Institute et Head Gear Films
- Société de distribution : Bankside Films, Tamasa Distribution
- Pays de production :  Royaume-Uni
- Langue originale : anglais
- Format : couleur
- Genre : comédie horrifique
- Durée : 118 minutes
- Dates de sortie :
  - Canada : 13 septembre 2018 (festival du film de Toronto)
  - États-Unis : 20 septembre 2018 (festival d'Austin)
  - Suisse : 29 septembre 2018 (festival du film de Zurich)
  - Royaume-Uni : 18 octobre 2018 (festival de Londres) ; 28 juin 2019 (sortie nationale)
  - France : 16 décembre 2018 (festival des Arcs) ; 20 novembre 2019 (sortie nationale)

## Distribution
- Marianne Jean-Baptiste : Sheila
- Gwendoline Christie : Gwen
- Fatma Mohamed : Mlle Luckmoore
- Hayley Squires : Babs
- Julian Barratt : Stash
- Leo Bill : Reg Speaks
- Simon Manyonda : Glenjob
- Caroline Catz : Pam
- Richard Bremmer : M. Lundy
- Sidse Babett Knudsen : Jill
- Barry Adamson : Zach
- Eugenia Caruso

## Sortie

### Accueil critique
En France, le site Allociné propose une moyenne de 3,2/5 à partir de l'interprétation des critiques presse.
Libération a beaucoup aimé le film et dit que « "In Fabric" est visuellement très soigné et son scénario malignement agencé, mais il est surtout sauvé par une chose : son humour. ».
Le Nouvel Observateur n'a pas du tout aimé le film et dit que le film n'est qu'un « pastiche sans style et sans élégance, qui prête à des fous rires embarrassés. ».

## Distinctions

### Récompense
- Festival de cinéma européen des Arcs 2018 : prix de la Meilleure photographie pour Ari Wegner[6]

### Sélections
- Festival international du film de Toronto 2018 : sélection en section Midnight Madness
- Festival international du film de Saint-Sébastien 2018 : sélection en compétition officielle
- Festival international du film de Catalogne 2018 : sélection hors compétition
- Festival du film de Londres 2018 : sélection en compétition officielle
- Festival international du film de Mar del Plata 2018 : sélection en compétition internationale
- Paris International Fantastic Film Festival 2018 : sélection hors compétition
- Festival du film britannique de Dinard 2019 : sélection hors compétition